# UNO-Vetomacht

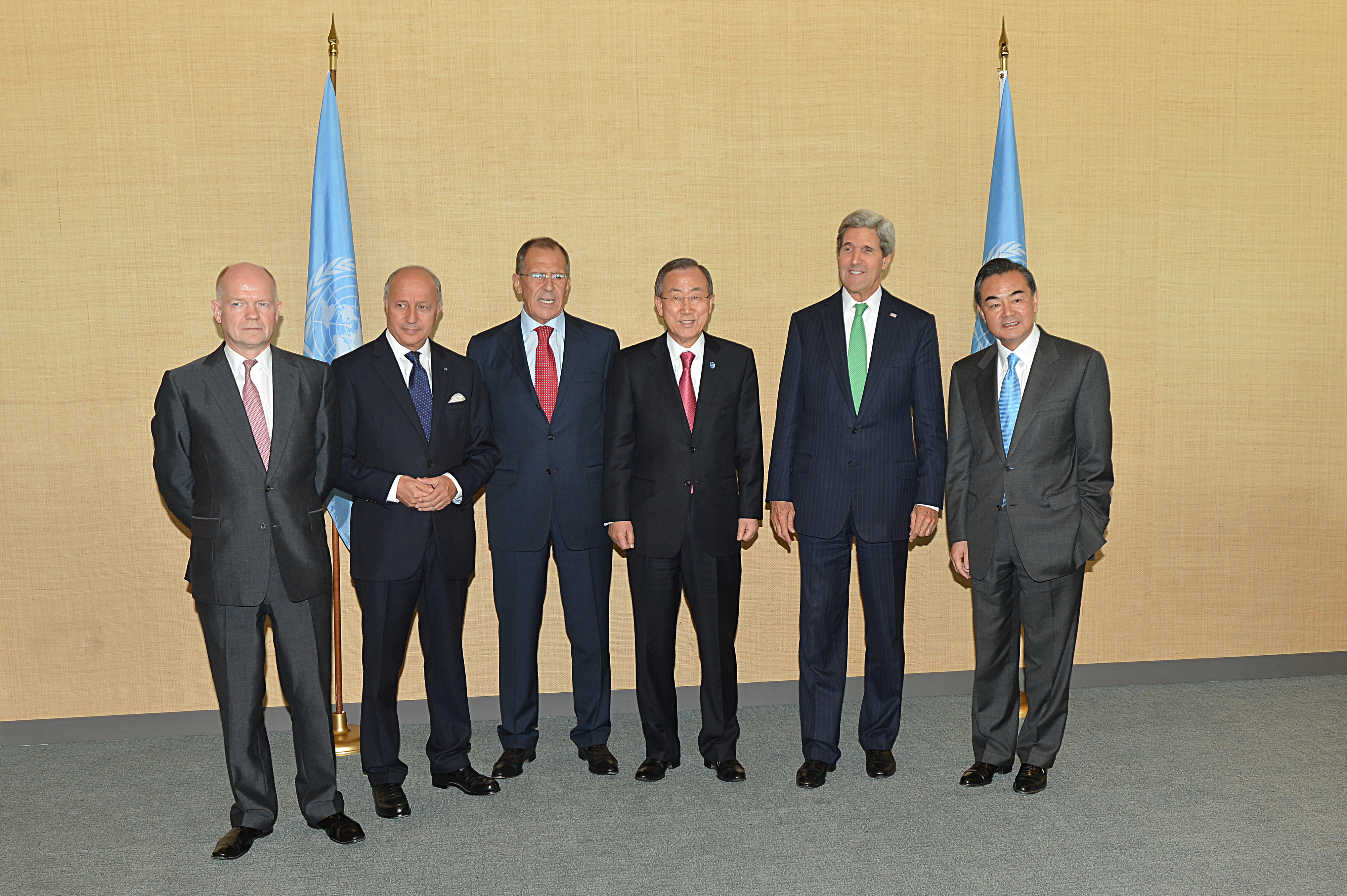
Die Außenminister der fünf Vetomächte mit dem UN-Generalsekretär 2013 in New York. Von links nach rechts: William Hague, Laurent Fabius, Sergei Lawrow, Ban Ki-moon, John Kerry und Wang Yi.

Eine UN-Vetomacht ist ein den Vereinten Nationen angehörender Staat, der das Recht hat, bei Beschlüssen des Sicherheitsrats gemäß Art. 27 III UN-Charta das Vetorecht zu gebrauchen. Geschieht das, kommt der Beschluss nicht zustande.
Das Veto-System wurde eingerichtet, um die Interessen der Gründungsmitglieder der Vereinten Nationen, die siegreich aus dem Zweiten Weltkrieg hervorgegangen waren, zu schützen. Fünf Staaten, alle Atommächte nach dem Atomwaffensperrvertrag (NVV) von 1968, sind ständige Mitglieder des Sicherheitsrates und haben dieses Recht:
- Vereinigte Staaten von Amerika
- Volksrepublik China (seit 1971); zuvor  Republik China auf Taiwan
- Russische Föderation (seit 1991); zuvor  Union der Sozialistischen Sowjetrepubliken
- Französische Republik
- Vereinigtes Königreich Großbritannien und Nordirland

Von Juni 1946 bis November 2024 wurden insgesamt 323 Vetos eingelegt. Mit 160 Vetos wurden die meisten davon von der Sowjetunion und nach deren Auflösung von der Russischen Föderation eingelegt, gefolgt von den USA mit 92, Großbritannien legte 32, China 21 und Frankreich 18 Vetos ein. Frankreich und Großbritannien haben ihr Vetorecht zuletzt im Jahre 1989 genutzt.

## Zwingende Stimmenthaltung

### Gebot der zwingenden Stimmenthaltung
Laut Art. 27 Abs. 3 der UN-Charta haben sich Mitglieder des Sicherheitsrates der Stimme zu enthalten, wenn es um die friedliche Beilegung von Streitigkeiten geht, in denen das Mitglied Partei ist. Die permanenten Mitglieder können ihr Veto dann nicht ausüben. Betroffen sind jedoch nur Beschlüsse im Rahmen von Kapitel VI und Art. 52 Abs. 3 UN-Charta. Bei Sanktionsbeschlüssen im Rahmen von Kapitel VII UN-Charta („Maßnahmen bei Bedrohung oder Bruch des Friedens und bei Angriffshandlungen“) gilt das Gebot der zwingenden Stimmenthaltung nicht.

### Beispiele für zwingende Stimmenthaltungen
Beispiel einer solchen Stimmenthaltung war 1947 das Vereinigte Königreich in der Abstimmung über den Korfu-Kanal-Zwischenfall. Trotz Parteistellung wurde das Veto beispielsweise 1968 von der UdSSR bei der Resolution über die Invasion in der Tschechoslowakei eingelegt, 1976 von Frankreich bei der Annexion von Mayotte und 1986 von den USA bei der Verurteilung ihrer Bombardierung Libyens. Zuletzt wurde 2022 das Vetorecht von Russland nach seinem Überfall auf die Ukraine in Anspruch genommen.

### Sonstige Stimmenthaltungen
Auch wenn Art. 27 Abs. 3 UN-Charta davon ausgeht, dass Beschlüsse des Sicherheitsrates die ausdrückliche Zustimmung aller ständigen Mitglieder erfordern, wird die Stimmenthaltung in der Praxis nicht wie die Ausübung eines Vetos gewertet. Daher kommen Beschlüsse des Sicherheitsrates auch dann zustande, wenn nicht alle ständigen Mitglieder ausdrücklich zustimmen.

## Doppeltes Vetorecht
Die ständigen Mitglieder des Sicherheitsrats besitzen ein sogenanntes doppeltes Vetorecht. Damit ist gemeint, dass sie sowohl bei Sachfragen als auch bei Verfahrensfragen ein Vetorecht besitzen. Dem scheint der Wortlaut von Art. 27 Abs. 2 UN-Charta zunächst zu widersprechen, wonach bei Verfahrensfragen lediglich die Zustimmung von neun (beliebigen) Mitgliedern erforderlich ist. Allerdings handelt es sich bei der Frage, ob die vorliegende Frage eine Verfahrensfrage ist, um eine „sonstige Frage“ im Sinne von Art. 27 Abs. 3 UN-Charta. Somit führt ein Veto während der Abstimmung zu dieser Vorfrage dazu, dass die vorliegende Frage auch als „sonstige Frage“ zu behandeln ist. Hierdurch kann zudem verhindert werden, dass das Veto der ständigen Mitglieder durch ein Umdeklarieren einer Sachfrage in eine Verfahrensfrage umgangen wird.